# Franck Sanchez
Franck Sanchez é um engenheiro mecânico e aerodinamicistica francês que atualmente trabalha para a equipe de Fórmula 1 da Ferrari.

## Carreira
Sanchez se formou em engenharia mecânica e aerodinâmica na ISAE-SUPAERO em Tolosa. Depois de concluir seus estudos, Sanchez começou sua carreira no automobilismo com a equipe de Fórmula 1 Prost Grand Prix, em julho de 2001, como engenheiro de testes em túnel de vento, onde ele permaneceu até março de 2002. Mais tarde, ele atuou como líder da equipe de aerodinâmica na Toyota Racing, a equipe de Fórmula 1 da Toyota Motorsport GmbH, de julho de 2002 a maio de 2008, trabalhando no desenvolvimento aerodinâmico de veículos inovadores para um dos maiores fabricantes japoneses.
Em junho de 2008, Sanchez se tornou chefe de aerodinâmica na Epsilon Euskadi, uma equipe espanhola ativa em corridas de resistência, onde permaneceu até outubro de 2011. Sua paixão pela Fórmula 1 o trouxe de volta para a categoria no mesmo mês de outubro, quando ele assumiu o cargo de chefe de aerodinâmica experimental na Marussia F1 Team, função que Sanchez exerceu até setembro de 2012, quando ele se transferiu para a Toro Rosso como aerodinamicista principal. Em janeiro de 2018, Sanchez ascendendo a função de chefe de desenvolvimento aerodinâmico da equipe, que foi rebatizada para AlphaTauri em 2020, ele deixou a equipe de Faença em junho de 2021.
Em julho de 2021, Sanchez se mudou para a Sauber, onde liderou o departamento de aerodinâmica primeiro na equipe Alfa Romeo e depois na Kick Sauber. Em janeiro de 2025, foi anunciado que Sanchez havia sido contratado pela Ferrari para reforçar seu departamento de aerodinâmica que é chefiado pelo engenheiro Diego Tondi.